# Sybra albostictica
Sybra albostictica là một loài bọ cánh cứng trong họ Cerambycidae.